# Oschiri
Oschiri (Oscheri in sardo, Óscari in gallurese) è un comune italiano di 2 900 abitanti della provincia della Gallura Nord-Est Sardegna ai piedi del monte Limbara.
Nel suo territorio è compreso il bacino artificiale del Coghinas, il fiume bottiglia e la centrale idroelettrica (centrale di Muzzone) di proprietà di Enel Spa.

## Storia
L'area è stata abitata già in epoca neolitica per la presenza sul territorio di alcune Domus de janas, specialmente quelle del sito rupestre di Santo Stefano, e in epoca nuragica per la presenza di numerosi ed importanti nuraghi. Fu anche un importante centro in epoca romana, testimoniato da una necropoli e da altri reperti archeologici.
Nel medioevo fece parte del giudicato di Torres, nella curatoria di Monte Acuto. I giudici di Torres vi edificarono un castello, detto Cugato o Castro, e fu sede vescovile (diocesi di Castro) dal 1116 al 1503. Alla caduta del giudicato (1259) passò sotto la signoria dei Doria, e successivamente, intorno al 1350, sotto il dominio aragonese, che incorporarono il paese nel ducato di Monte Acuto, feudo dei Tellez - Giron, ai quali fu riscattato nel 1839 con la soppressione del sistema feudale.

### Simboli
Lo stemma e il gonfalone del comune di Oschiri sono stati concessi con decreto del presidente della Repubblica del 14 luglio 1971. Lo stemma si blasona:
Il gonfalone è un drappo troncato di rosso e di azzurro.

## Monumenti e luoghi d'interesse

### Architetture religiose
Nel centro urbano la chiesa più importante è la parrocchiale della Beata Vergine Immacolata, edificio del XVIII secolo mentre la più interessante è senz'altro la chiesa romanica di San Demetrio risalente all'XI secolo. 

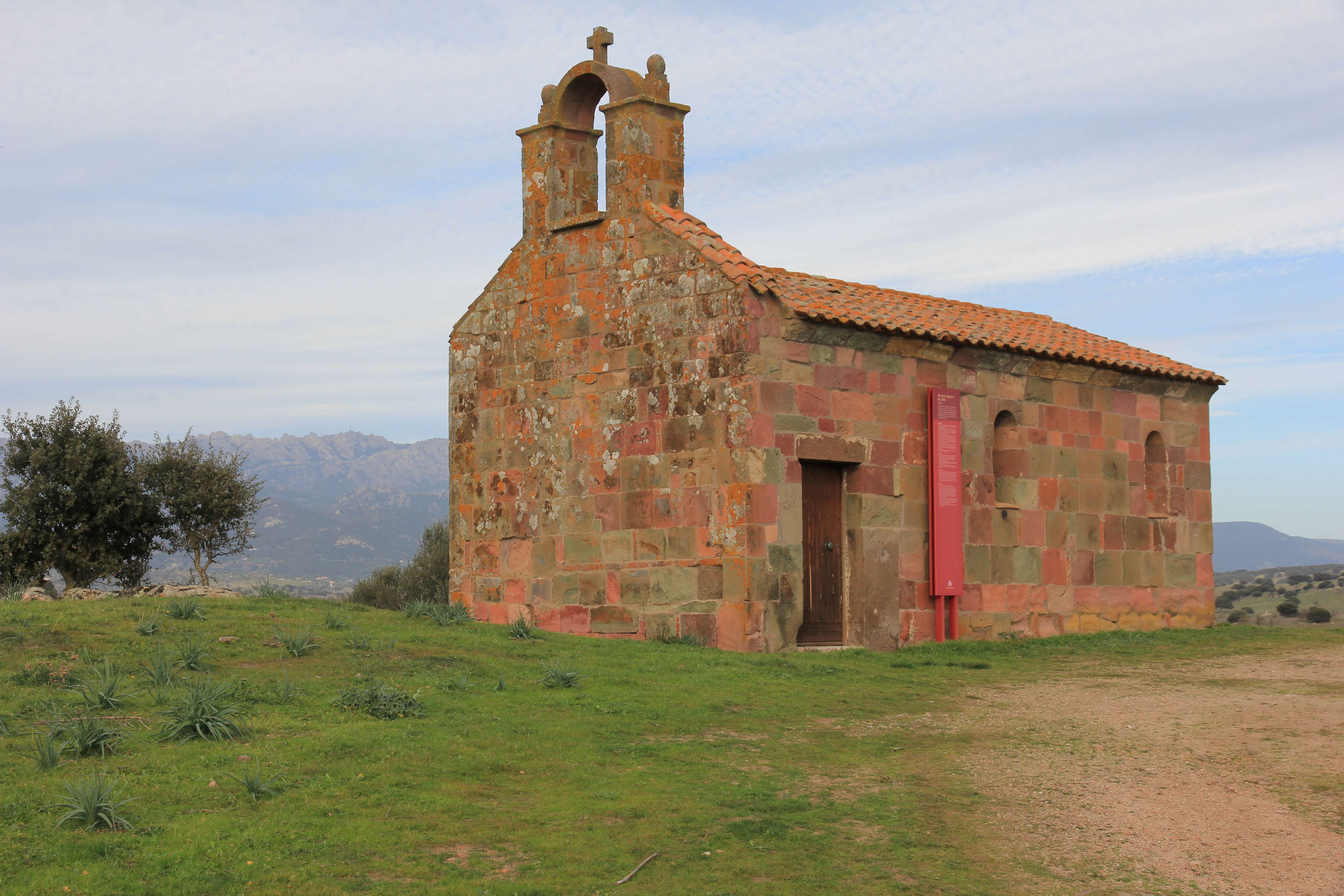
Nostra Signora di Otti

A qualche chilometro da Oschiri si trova la chiesa di Nostra Signora di Castro, la cui festa si svolge la domenica dopo Pasqua con l'esibizione di canti e balli tradizionali, e le chiese di Nostra Signora di Otti e chiesa di San Leonardo le cui feste si svolgono rispettivamente l'ultima e la terza domenica di maggio.

### Siti archeologici
Monumento enigmatico è l'altare rupestre di Santo Stefano, una parete di roccia granitica nella quale sono state scolpite, in epoca non accertata, nicchie geometriche triangolari e quadrangolari. È oggetto di dibattito non soltanto la sua datazione ma soprattutto il suo utilizzo e la sua funzione.
- Nuraghe o probabilmente protonuraghe Monte Uri

## Società

### Evoluzione demografica
Abitanti censiti

### Lingue e dialetti
La variante del sardo parlata a Oschiri è quella logudorese settentrionale.

## Cultura

### Cucina
La pietanza tipica sono le panadas, cestelli di pasta ripieni di carne, che vengono esibiti orgogliosamente come simbolo del paese. A loro è dedicata una sagra, che si svolge intorno alla metà del mese di agosto.
La notevole somiglianza, anche lessicale, con analoghe pietanze, come l'empanada argentina o l'empada portoghese sembrerebbe indicare un'antica derivazione della panada dall'area culturale iberica, o quantomeno una parentela. Questa pietanza è diffusa anche nella Sardegna centro-occidentale, precisamente a Cuglieri, in provincia di Oristano in cui si offre un ripieno d'anguilla e/o di verdure e, infine, nella Sardegna del sud, in particolare Assemini, dove è comune il ripieno di carne d'agnello accompagnata da patate e pomodoro secco, con l'aggiunta di alcune verdure come i carciofi di legumi come i piselli e le fave.

## Infrastrutture e trasporti

### Strade
Oschiri è collegata al territorio circostante da quattro strade statali, la SS 199, la SS 392, la SS 597 e la nuova SS 729, oltre che dalla strada provinciale 37.

### Ferrovie
A sud dell'abitato è situata la stazione di Oschiri, aperta al pubblico nel 1880 e situata lungo la ferrovia Cagliari-Golfo Aranci. Lo scalo è servito dai treni regionali di Trenitalia.

## Amministrazione
| Periodo         | Periodo         | Primo cittadino               | Partito                            | Carica  | Note   |
| --------------- | --------------- | ----------------------------- | ---------------------------------- | ------- | ------ |
| 23 aprile 1995  | 16 aprile 2000  | Leonardo Vargiu               | liste civiche di centro-sinistra   | Sindaco | [ 6 ]  |
| 16 aprile 2000  | 8 maggio 2005   | Antonio Perinu                | lista civica                       | Sindaco | [ 7 ]  |
| 8 maggio 2005   | 30 maggio 2010  | Antonio Perinu                | lista civica                       | Sindaco | [ 8 ]  |
| 30 maggio 2010  | 31 maggio 2015  | Pietro Lucio Giuseppe Sircana | lista civica "Per Oschiri Insieme" | Sindaco | [ 9 ]  |
| 31 maggio 2015  | 26 ottobre 2020 | Pietro Lucio Giuseppe Sircana | lista civica "Per Oschiri Insieme" | Sindaco | [ 10 ] |
| 26 ottobre 2020 | in carica       | Roberto Carta                 | lista civica "Per Oschiri Insieme" | Sindaco | [ 11 ] |

## Sport

### Calcio
La squadra di calcio del paese è la S.S. Oschirese che milita nel girone D di Prima Categoria.
A Oschiri è presente anche una società di atletica leggera nata nel 2005 che organizza manifestazioni internazionali.